# Agag
Agag es un personaje bíblico, rey de los amalecitas, que aparece en el 1 Libro de Samuel capítulo 15 versículos 1 al 9. Saúl lo vence pero este y el pueblo lo perdonan.
Posteriormente versículos 30 al 33 es asesinado por el propio profeta Samuel quien ejecutó al Rey Agag.

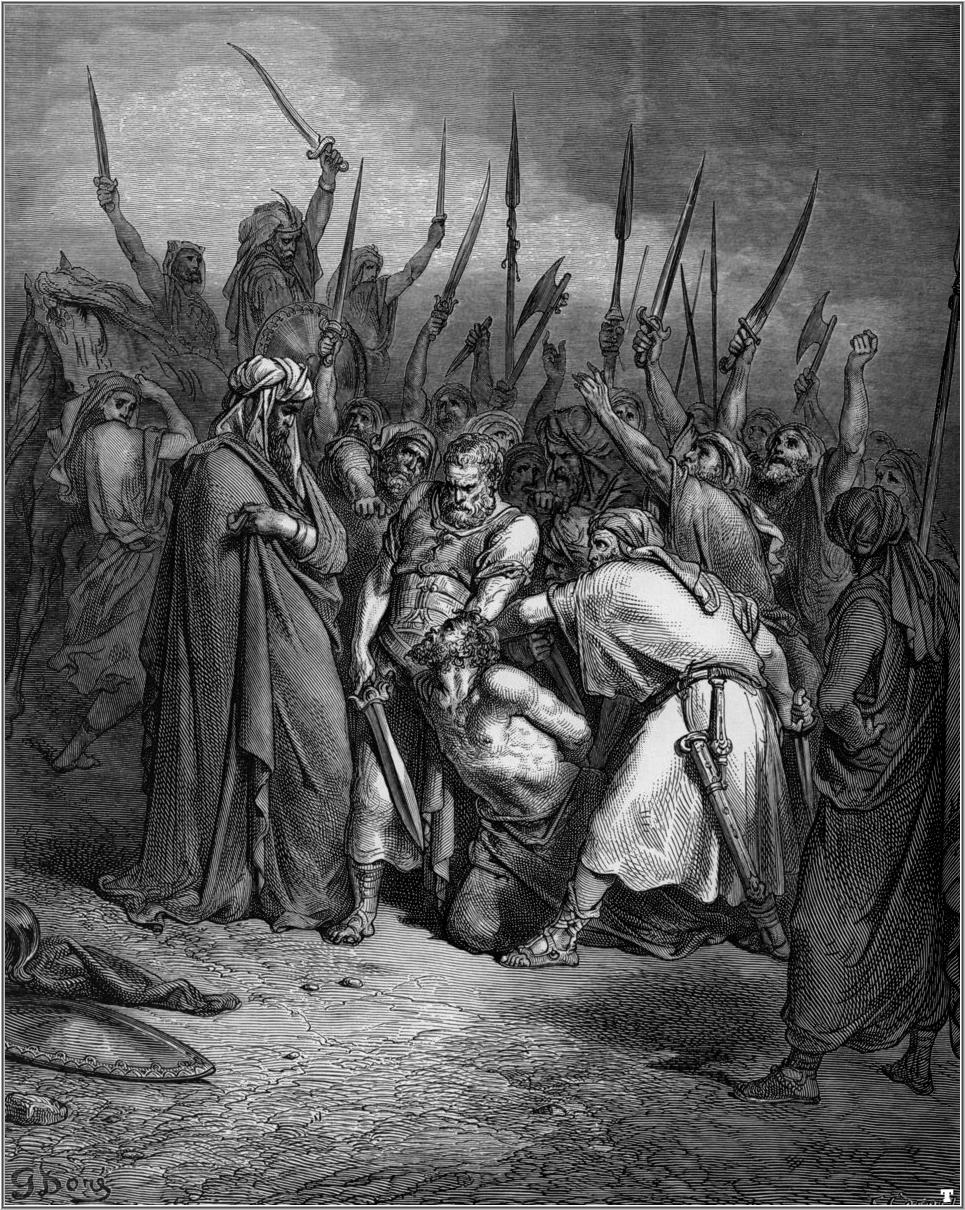
La ejecución del rey amalecita Agag por Gustave Doré.

En el Libro de Ester esta victoria se renueva por la de Mardoqueo sobre los agagitas.